# Pedro Arenas i Aranda
Pedro Ruperto Arenas i Aranda nació y murió en Arequipa, Perú, (27 de marzo de 1902 – 17 de agosto de 1995). Poeta laureado en los Juegos Florales organizados por la Universidad Mayor de San Marcos, Lima,  el año 1923 por su famoso poema épico “Canto al Bronce”.  Odiaba la presunción y la ostentación. Por su natural modestia y siendo enemigo de la figuración, no publicó ningún libro. A pesar de ello, por los pocos poemas que se difundieron a través de diarios, revistas y recitales fue reconocido incluso a nivel internacional.  (Argentina y México) Seis poemarios fueron publicados por sus hijos, recién, en 1990 cuando el vate tenía 88 años de edad, en un solo volumen titulado “Obra Poética”.
Maestro universitario en la "Universidad Nacional San Agustín" de Arequipa, Perú, durante más de 40 años, donde fue catedrático de "Filosofía Antigua", "Lógica, Moral y Metafísica", "Historia del Perú", "Castellano, Lengua y Literatura". Llegó a ser Catedrático Principal de la "Facultad de Letras", decano, y rector de dicha universidad. Se jubiló a finales de 1968.

## Biografía
Hijo de Isabel Aranda Navarro y Pedro J. Arenas Zarzosa, un bancario limeño que llegó a Arequipa para fundar la sucursal del Banco Perú- Londres y que, posteriormente, también instituyó la Sociedad de Empleados de Comercio y Socorros Mutuos de Arequipa y asimismo fue fundador del Partido Liberal de Arequipa, aunque no podía figurar por su condición de empleado bancario que lo prohibía.
Nieto de Manuel Agustín Arenas Barraza, limeño, catedrático de la Universidad de San Marcos, Ministro, y Primer Director de Penitenciarías de Lima.
Biznieto de Antonio Arenas Merino, limeño, político y jurisconsulto famoso, ministro de diversas carteras en varias ocasiones, y que convocó el Primer Congreso Internacional de Juristas en Lima y fue Ministro Plenipotenciario del Perú en la Conferencia de Paz de Arica durante la guerra con Chile, sin llegar a firmar el tratado pues, con firmeza, se negó a ceder ni un palmo de territorio a ese país. Es el único peruano que llegó a presidir los tres poderes del estado: Ejecutivo, Legislativo y Judicial. También fue fundador de la Gran Logia de Antiguos Libres y Aceptados Masones de la República del Perú, llegando a ser su primer Gran Maestro (1882).
Tataranieto del médico español Don Francisco Agustín Arenas quien, junto con Hipólito Unanue, fundaron en 1810 la Escuela de Medicina de Lima. Se casó con Rosa Merino, cantatriz, que fue la primera persona en cantar, en acto solemne, el Himno Nacional del Perú frente al General Don José de San Martín, quien independizó el Perú del yugo español el 28 de julio de 1821. Interpretación que fue narrada por Don Ricardo Palma en sus "Tradiciones Peruanas", bajo el título "La tradición del Himno Nacional".
Pedro Arenas i Aranda estudió música con el famoso compositor Luis Duncker Lavalle, y tocaba piano en forma magistral. Fue estudiante del tradicional Colegio Nacional de la Independencia Americana de Arequipa, fundado por Simón Bolivar. Estudió en la Escuela de Ingenieros de Lima, Universidad Católica de Lima, Universidad San Agustín de Arequipa y Universidad San Marcos de Lima siendo en todas alumno distinguido.
Políglota destacado. Dominaba varios idiomas además del español: italiano, inglés, alemán, francés —especialmente este idioma, porque su pronunciación era perfecta debido a su "defecto natural" de pronunciar la "R" como lo hacen los franceses— también hablaba un poco de japonés.
Obtuvo grado de doctor en 5 especialidades:
- Filosofía, Historia y Letras.
- Derecho.
- Ciencias Político Económicas y administrativas.
- Ciencias Físicas y Naturales.
- Ciencias Matemáticas.

Contrajo nupcias con doña Lucrecia González Manrique. Unión ejemplar que duró cerca de 50 años, hasta la muerte de ella en el año 1987. Tuvieron doce hijos.
Se jubiló en el año 1968, a los 66 años de edad, y murió —por causas naturales y no por el cáncer que lo atacó en 1989— el 17 de agosto de 1995 habiendo alcanzado a tener 93 años de vida .

## Compendio
En el año 1922, cuando tenía veinte años de edad y estudiaba en la Escuela de Ingenieros, Lima, el Presidente de la República Don Augusto B. Leguía dispuso que en el Teatro Forero, hoy Teatro Municipal, se brindaría un homenaje a José Santos Chocano en el cual se le coronaría con los Laureles de Oro. Convocó a un concurso para escribir un poema en su honor. Los diez mejores, se declamarían en la ceremonia.  Los compañeros de estudio de Arenas lo animaron a hacerlo y escribió “Salve Poeta” a pesar de que no estudiaba una carrera afín al área literaria, pero no quiso presentarlo al concurso y sus amigos lo hicieron a escondidas. El día de la coronación, el vate José Gálvez, fue el encargado de presentar y leer los diez poemas ganadores. Antes de darles lectura él hacía comentarios sobre la vida y obra de cada uno de los autores. Por fin llegó el momento de anunciarse el décimo y último, que por costumbre siempre es el mejor para cerrar con “broche de oro” el acto. Anunció: "aquí un poeta del cual no puedo decir nada pues su nombre nos llega por primera vez, pero tengo el encargo de Chocano de decir que se trata de toda una revelación. Con ustedes el poema Salve Poeta de Pedro Arenas i Aranda.” Éste no se explicaba cómo había llegado su poema a ese evento. Se quedó perplejo y muchísimo mayor fue su asombro cuando una cerrada ovación consagró la calidad su poema.
"El Cantor de América" quedó muy impresionado por la excelente obra literaria y pidió a todos que localizaran a su autor, pues quería conocerlo. Nadie pudo ubicarlo. Cierto día el versificador José Fiansón se encontró con su colega literario Alberto Arenas y se enteró que éste era tío del buscado autor de “Salve Poeta” por lo cual le pidió el favor de darle el encargo de que visitara a Chocano. Pedro Arenas dilató el encuentro lo más que pudo. Cuando fue ya imposible seguir postergando el encuentro, se dirigió a la casa de Chocano. Lo hicieron pasar a una sala que se encontraba atestada de gente que quería entrevistarse con el coronado vate, porque se estaba preparando el Libro de la Coronación y porque él viajaría en poco tiempo a Centroamérica. Cuando dijo su nombre al recepcionista, en lugar de hacerlo tomar asiento con los demás, le pidió que tocara a una mampara de un segundo piso donde quedaban las habitaciones del famoso bardo. Así lo hizo y salió a abrirle José Santos Chocano en persona. El joven dijo: “soy Pedro Arenas i Aranda”, el famoso vate hizo un gesto de gran sorpresa y agrado y expresó efusivamente: “¡El poeta!... Mi querido amigo —le manifestó Chocano al mismo tiempo que lo abrazaba— he querido conocerlo antes de viajar y nadie me daba razón de usted, pese a las muchas personas a quienes interrogué”. Sin dejar de abrazarlo penetraron en el recinto y lo presentó a sus amistades, entraron a otra habitación donde quedaron solos y conversaron largamente y luego el poeta le rogó lo acompañara a su cita con un médico y prosiguieron charlando hasta el anochecer, yendo juntos a todos los lugares a los que se dirigió ese famoso personaje. Desde ese momento se estableció una sincera amistad entre ambos, a pesar de la diferencia de edades, Chocano tenía 47 años de edad y el joven 20. 
Tanto apreció el reconocido vate la poesía del novato poeta, que en cierta oportunidad, poco tiempo después de que éste fuera laureado en los Juegos Florales de 1923, le dijo: "Pedro, tú serás el próximo poeta que coronen en el Perú". En este gran evento literario "donde intervinieron los más altos valores del Parnaso Peruano", volvió a suceder algo parecido con relación al poco interés que tenía Arenas por hacer conocer sus versos. Volvió a suceder lo mismo en cuanto a la creación poética y la presentación al concurso por sus amigos. En las bases del concurso se especificaba que el poeta ganador del premio épico debía elegir a la Reina de los Juegos Florales y que ganaría, además, un premio pecuniario otorgado por la Municipalidad de Lima, por ser el poema épico el principal del concurso. Faltando uno o dos días para que terminara el plazo de entrega, apareció en los diarios un aviso por el cual se postergaba por unos días la fecha de recepción de los trabajos y que —extrañamente— "elegiría a la reina, el laureado lírico". 
Después se supo que “Canto al Bronce” era indiscutiblemente el ganador, pero el autor era desconocido en absoluto y los organizadores cambiaron todo para que un versificador con prestigio fuera el que eligiera a la reina. Una vez conocidos los resultados el 28 de julio de 1923, al saberse ganador en el género épico, Arenas mandó a confeccionar un medallón de oro, con una lira de platino, incrustada en el anverso, ya que en el reverso debería grabarse el nombre de la reina y del poeta oferente, pero no se sabía quién sería ella, porque debería elegirla el ganador del género lírico, según las nuevas disposiciones. Resultó favorecido en esta categoría otro vate arequipeño: Alberto Guillén y segundo premio con la "Flor Natural" la poetisa Magda Portal. Guillén eligió como reina a la hija de Leguía, hecho este que motivó la abstención del joven poeta para rendir homenaje a la reina y a asistir a la fiesta. En una nota de su puño y letra al costado de una copia del poema, que tienen sus hijos dice: "No protesté contra la reina, simplemente ordené al joyero que no vaciara el sello de oro y platino, que pendería de la cinta que cerraría la carta regia que iba a ser mi homenaje, de no haber sido la hija del dictador Leguía”, y aclara que él "era amigo de saludo de María Isabel Leguía" lo que no impidió su abstención por estar en contra de sus ideas.  Efectivamente era así porque frecuentaban los mismos círculos sociales. Él quería marcar distancia porque estaba en contra del dictador, porque sus ideas y convicciones estaban en contra de la tiranía (Leguía había llegado al poder, por segunda vez, tomándolo por la fuerza y se hizo nombrar presidente por el congreso).  Por eso su abstención de rendir homenaje a su hija y su resolución de no asistir a la fiesta que se realizó en su honor. Es por este motivo, también, que no aceptó el premio que le ofreció Leguía, consistente en un viaje a Europa, e ir a ocupar un cargo “cualquiera que escogiese” en la embajada de Perú en Francia.
Por haber triunfado en los Juegos Florales, la Universidad de San Marcos le entregó como galardón una bella violeta de oro con incrustaciones de piedras preciosas. En cuanto al premio pecuniario otorgado por la municipalidad de Lima consistente en 300 soles, dada la forma de ser del joven vate, que no daba importancia ni a los halagos ni a los premios, tampoco se acercó a cobrarlo. Pasado un tiempo, a insistencia de otros se acercó a tesorería para hacerlo efectivo pero ya había sido cobrado con una falsa firma. Se descubrió que había sido hecho efectivo por el padre de la que fue, años después, esposa de un famoso personaje político. Parece ser que esa persona, viendo que pasó el tiempo, que nadie cobraba, y enterado que era un estudiante venido de una provincia, cobró el premio creyéndose inalcanzable para cualquier sanción, pero él ignoraba que el “provinciano” pertenecía a una conocida familia de Lima y aunque el agraviado no movió un dedo para recuperarlo, su padre indignado más por el acto delictivo que porque habían arrebatado el premio a su hijo, pidió ayuda a sus familiares de Lima los cuales no tardaron en dar con el inmoral. El sujeto al verse descubierto y sobre todo porque Pedro Arenas contaba con un apoyo familiar de mucho poder, ofreció devolver el dinero pero el agraviado no quiso recibirlo y generosamente dijo: “No lo necesito, tengo una familia lo suficientemente pudiente y por lo tanto no necesito premios pecuniarios. Que se quede con el dinero”. “Debe tener un gran problema quien es capaz de delinquir para cubrir una necesidad”. 
Obtuvo el alto honor de ser laureado, pero este hecho no modificó en nada su deseo de pasar inadvertido por la vida y sus hijos, respetaron su deseo hasta casi el final de sus días, y de no ser porque le detectaron un cáncer y pronosticaron que le quedaba poco tiempo de vida, nunca se hubieran publicado sus poemas, pues lo hicieron con la intención de darle una última sorpresa. 
A raíz de esos dos destacados acontecimientos literarios dados ya a conocer, los encuentros con Chocano se hicieron bastante frecuentes para lo cual se reunían en el Club de la Unión y muchas veces los acompañaba Francisco Villaespesa, otro poeta de renombre, de origen español, que vivía en Lima. 
Escribió más de un millar de poemas, pero desgraciadamente más de la mitad se perdieron en un robo y en un amago de incendio.  Entre los más conocidos además de “Salve Poeta” y “Canto al Bronce” se puede citar a “Plegaria Fúnebre”, “Sinfonía Pétrea”, “El Pinzón”, “Maestro”, “Madre no Llores”, “Confidencia”, “Siembra”, “Voz Íntima”, “Canto a Bolivar” escrito mientras recorría de ida y vuelta el camino de su casa solariega, situada en San Isidro, Arequipa, a la universidad. La serie de poemas titulados “Madrigales”, “Lieder”, “Rondoes”. 

## Obras
- Durante el ejercicio de su magisterio, escribió varios libros inéditos todos ellos, pero que fueron base de su enseñanza en las aulas, referentes a Lingüística, Castellano, Literatura, además de su obra poética.
- Aporte a la lingüística:

Creador de “El Esquema Vitocultural”. 
- Junto con Benigno Ballón Farfán compuso tres obras musicales:
  - Himno del Colegio Militar Francisco Bolognesi.
  - Himno al Cuzco.
  - Vals Arrullo.
- De sus creaciones plásticas han sobrevivido dos cuadros: un "Rostro de Cristo en Agonía" plasmado en carboncillo, de tamaño 80 x 80 cm. y "Hombre a Contraluz", acuarela de 30 x 30 cm.
- El medio millar de poemas que se libraron del incendio y robo habido, fueron agrupados en seis libros: "Tatuajes en la Sombra", "Glíptica en el Alma", "Pentagramas de Oro", "Sinfonía Pétrea", "Roblón de Sentires", "Compilación". Todos estos libros fueron editados y publicados juntos bajo el título "OBRA POÉTICA". Entre los documentos dejados por él se encontró un séptimo libro que lleva por nombre "Tentación" el cual quedó inédito.

## Apreciación de su obra

### Poesía épica
"Es considerado en opinión de algunos críticos, como uno de los más vigorosos poetas épicos, digno de figurar al lado de Chocano y de Zorrilla de San Martín". (Dr. Ponce de León).
"Canto al Bronce significa para Arequipa y el Perú, el mensaje total del hombre, la reencarnación en la raza autóctona que engendró una cultura viril. Por lo que al cabo de estos cincuenta años, volvemos a reencontrarnos con este poema épico vigoroso, al que la crítica no ha sabido valorar y sin temor a incurrir en elogios desmedidos, podemos corroborar que su poesía es la expresión natural y pura, de quien saturado mágicamente de esa lírica de hombre logra alcanzar el valor que le da con el tiempo la mayor trascendencia". (Ada la Noire).
Sobre Canto al Bronce: "Este es uno de los poetas épicos más fuerte que he leído. Es el canto de la raza, la más pura exaltación del indio que se ha escrito hasta ahora. Hacer una crítica perfecta de estos versos sería casi imposible. En cada verso hay tal belleza que me sorprende. En Arenas i Aranda encontramos un gran poeta, un poeta completo para quien la vida no tiene ya secretos. En este poema está la demostración precisa de lo que asevero. Se le puede descomponer verso por verso y casi no se le encontraría defecto". (H. Blanca Nelly Paz de Noboa).
"Su obra, que se centra en orden de prioridades a "Canto al Bronce", significa para Arequipa el mensaje total del hombre a la raza autóctona, un poema vigoroso, de intensidad humana, que supera a su época; mientras se daba pábulo al modernismo y a la elocuencia regional, Pedro Arenas i Aranda, ofrecía un canto Witmaniano a su pueblo". (Max Neyra González).

### Poesía lírica
"En Madre no Llores, está de manifiesto el sentimiento enorme que hay en Arenas i Aranda. Este poema como todos los de nuestro poeta son de corte modernista, pero sobre todo se nota la vieja raigambre de que proceden. El vino es viejo, pero el ánfora es nueva y por eso presentan esa cosa extraña y turbadora que tienen todos los versos de Arenas i Aranda". (H. Blanca Nelly Paz de Noboa).
“Madrigales”: "Versos de salón versallesco, versos galantes como de los vates viejos que llevaron en cada frase una sonrisa, y en cada sonrisa un beso. En este género de poesía Arenas i Aranda es inimitable". (H. Blanca Nelly Paz de Noboa).
“Preludio en Do”: "En estos versos Pedro Arenas i Aranda se presenta con una modalidad nueva. Ya no es el verso heroico ni el madrigal. Es el verso risueño, la ironía, la pena que se esconde tras la frase punzadora que guarda el pensamiento agudo y fino como un estilete que se va derecho al corazón" (H. Blanca Nelly Paz de Noboa). 
"Pedro Arenas i Aranda, fino, logra en sus versos imágenes inesperadas, sutiles, de un ritmo sorprendente, cuando pulsa la cuerda de su lirismo". (Vladimiro Bermejo).

### Obra poética
"Pero esta no es toda la obra de Arenas i Aranda. Ella es grande en sustancia y cantidad. Quizás si los más conocidos sean: "Canto a Bolívar", "Sinfonía Pétrea ", "Rondó No. 9", "Himno al Cuzco" etc. pero es indudable que lo mejor de su poesía se encuentra en sus composiciones denominadas Rondós, que son más de quince, por ser poesía de conformación musical de bellísima naturalidad y de hondo contenido humano”.
"Poeta maduro, de expresión natural y pura saturado mágicamente de esa lírica que imponen los dioses seculares y empeñado siempre en alcanzar la esencia original, revestida generalmente, de circunstancias omitibles que el escritor desecha con su modestia de hombre que sabe que la historia valora lo fecundo y trascendental”. (Max Neyra González).
"Al igual que Píndaro y Virgilio, supo imprimir emoción a sus versos no sólo líricos, sino épicos y pastoriles, ya que admiró la belleza de los campos de Arequipa, el azul de su cielo, casi único en el mundo. Supo también cantar a la raza, comparándola con su símbolo, el bronce. De ahí resultó su gran poema que llamó "Canto al Bronce". Es una producción que supera a la de muchos poetas arequipeños. Es por todo esto que considero a Pedro Arenas i Aranda como uno de los más sobresalientes poetas mistianos". (Leonidas Febres Martínez).
"De los demás poetas nacidos por esta misma época hemos seleccionado a dos que, aunque con obra breve, mantienen una posición un tanto marginal respecto a la creación y estilo del resto. Son Luis de la Jara (l899) y Pedro Arenas i Aranda (1902)". (Dr. Jorge Cornejo Polar).
"Arenas Aranda no ha recogido su producción en libro, quizás porque la tarea de maestro ha absorbido por completo los largos años de una existencia ejemplar. Su estro épico (estaba tal vez llamado a ser el poeta épico de la Arequipa del siglo veinte) se manifiesta en composiciones como el justamente famoso "Canto al Bronce". En otras ocasiones su poesía se desliza por los cauces de una reflexión desencantada, no exenta de algún sombrío humor sobre la vida y los humanos". (Dr. Jorge Cornejo Polar).

### Lingüística
“Era un sistematizador del saber lingüístico”. Sostenía que: “No basta presentar el saber, hay que juzgarlo y recrearlo”, pero su mayor aporte fue “El Esquema Vitocultural”, en el que relacionaba la lengua con la vida y la cultura: “todo se refleja en la lengua”,decía, “la lengua es fuente del ser y de toda creación”. (Dr. Pedro Luis Gonzales Pastor)

## Acontecimientos y hechos en su vida
- 5 de noviembre de 1922 - Su poema "Salve Poeta" fue declamado, cerrando como broche de oro la Gran Ceremonia de Coronación del poeta José Santos Chocano, en multitudinario homenaje que el Perú entero rindió a ese afamado vate. Pedro Arenas i Aranda tenía veinte años de edad, y su poema había sido uno de los diez que ganaron el concurso que se había convocado a nivel nacional para tal fin. A raíz de ello, los dos poetas se hicieron grandes amigos.
- 25 de agosto de 1923 - El joven vate que tenía veintiún años, es laureado en los Juegos Florales organizados por la Universidad San Marcos de Lima, por su poema épico "Canto al Bronce", y que fue presentado al concurso con el seudónimo "El Vate de los 99". A raíz de este triunfo, José Santos Chocano le dijo: "Pedro, tú serás el próximo poeta que coronen en el Perú".
- 1928 - Fue "honrosamente expulsado" de la Universidad San Agustín de Arequipa por defender la jerarquía de la universidad menoscabada por el Estatuto Universitario de 1928
- 1930 - Participa en la revolución que derrocó al dictador del Perú Augusto B. Leguía.
- 1931 - Es reincorporado con honores a la Universidad San Agustín y reivindicado por la injusta expulsión de que fue objeto en 1928.
- 1932 - Fue nombrado miembro de la comisión encargada de redactar el Reglamento de Extensión Universitaria de la Universidad San Agustín de Arequipa.
- 1940 - Lo eligen miembro del jurado del concurso literario convocado por la facultad de letras de la Universidad San Agustín, Arequipa.
- 1941 y 1943 - Es miembro del jurado calificador de los Juegos Florales convocados por la Asociación Universitaria de Arequipa.
- 1961 - Recibe un homenaje de reconocimiento y gratitud de la U. San Agustín por sus bodas de plata como catedrático.
- 1961 - Es nombrado presidente de la Comisión de Revisión del Reglamento de Exámenes de Ingreso de la U.N.S.A (Universidad Nacional de San Agustín).
- 1962 - Lo distinguen con una medalla de plata en calidad de "condecoración de la ciudad", en ceremonia realizada el 15 de agosto, en el Teatro Municipal de Arequipa como presea que premia los servicios distinguidos, galardón entregado por el alcalde Dr. Eduardo Ponce Mendoza.
- 1962 - Fue nominado "Catedrático Principal" de la Facultad de Letras.
- 1962 - Le encargan el Decanato de la Facultad de Letras.
- 1962 - Se le nombra Presidente de la Comisión de Bibliotecas de la U.N.S.A.
- 1962 - Es designado Delegado de la Facultad de Letras ante la Casa de la Cultura.
- 1963 - Es agasajado en un banquete de homenaje en el hotel Selva Alegre por la Corporación de Docentes de la Universidad de Arequipa por tener más de 25 años como docente universitario.
- 1964 - Se le enviste como Decano de la Facultad de Letras de la U.N.S.A.
- 1964 - Asume el cargo de Presidente del Consejo de Inspección de Bibliotecas de la U.N.S.A.
- 1964 - Lo eligen Director Titular de la Biblioteca Central de la U.N.S.A.
- 1966 - Es proclamado Delegado de la U.N.S.A. ante la Casa de la Cultura de Arequipa, para formar parte de su Directorio.
- 1968 - Se le otorga el cargo de Rector Accidental de la U.N.S.A. en su calidad de Catedrático Decano.
- 1968 - Se jubila.